# Гангрейв
Gungrave (яп. ガングレイヴ Гангурэиву) — аниме-сериал, выпущенный студией Madhouse. Основан на одноимённой игре. Впервые транслировался по телеканалу TV Tokyo с 6 октября 2003 года по 29 марта 2004 года. Всего было выпущено 26 серий аниме. Сериал был лицензирован компаниями Madman Entertainment, Funimation Entertainment и MVM Films для показа на территории англоязычных стран. В США первой лицензию получила Geneon Entertainment, однако позже Madman Entertainment досталось эксклюзивное право на продажу и производство сопутствующей продукции. В 2010 году компания приобрела полную лицензию на сериал и он был показан в 2011 году по телеканалу Funimation.
В России сериал был издан на DVD компанией MC Entertainment. Также транслировался по телеканалам 2X2 и Муз-ТВ. Установлено возрастное ограничение — зрителям, достигшим 16 лет.

## Сюжет
Действие происходит в альтернативном мире, похожем на Америку в 1990-е годы. Однако там царят нищета и беззаконие. Город находится под контролем крупных мафий, а на улицах орудуют бандитские группировки. Главные герои — Гарри Макдауэлл и Брэндон Хит, молодые парни, которым приходится иметь дело с различными головорезами, теряют троих лучших друзей во время очередной перестрелки. Марию — возлюбленную Брэндона, после смерти её отца, увозит к себе жить в особняк Большой Папа — глава Милленниона — сильнейшей мафии в городе. Гарри и Брэндон решают вступить в мафию: первый для продвижения к верхушке, а второй ради Марии. Им предстоит пройти через многие испытания. Гарри быстро продвигается на верх, используя свой предприимчивый ум.
Однако вскоре новая власть начинает его портить, и он прибегает к грязным методам для достижения цели. Брэндон тоже получает известность, как главный чистильщик синдиката, а также становится новым другом Большого Папы. Гарри же продолжает постепенно захватывать власть и переманивать на свою сторону всё больше членов синдиката. И однажды он решает тайно убить Большого Папу, но Брэндон впервые не соглашается с Гарри, и тот убивает его, застрелив позже и главу синдиката. Мария же беременеет от Большого Папы и переезжает в другое место, где синдикат во главе с Гарри не сможет её найти. Труп Брэндона отправляют в научную лабораторию, где его воскрешают по программе «Некрорайс» и он впадает в спячку.
Проходит 13 лет. Мария растит свою дочь Мику. Но Гарри, который уже известен своей особой жестокостью, приказывает уничтожить Марию и Мику как остатки памяти о Большом Папе. Мика спасается бегством и попадает в лабораторию доктора Токиоки, который следил за спящим Брэндоном. Он пробуждается как Грейв (англ. Beyond the Grave — «Восставший из могилы»), чтобы защитить девочку. Брэндон помнит, что это значит никогда не предавать. Для этого ему нужно победить приближённых Макдауэлла, входящих в «Большую четвёрку» Миллениона: Боб Паундмакс, Балладбёрд Ли, Бэр Уокен, Бундзи Кугасира, которые получили сверхчеловеческие возможности. На Гарри организуется подготовленное покушение, во время которого погибает его возлюбленная. Также Грейв полностью уничтожает армию монстров, которые были созданы по программе «Некрорайс». Гарри и Брэндон встречаются в заброшенном баре, где на них нападают мафия и спецназ. При смерти они убивают друг друга, желая вернуться в то время, где всегда была свобода.

## Роли озвучивали
| Актёр                       | Роль                          |
| --------------------------- | ----------------------------- |
| Томокадзу Сэки              | Брэндон Хит / Бейонд де Грейв |
| Кэндзи Хамада, Цутому Исобэ | Гарри Макдауэлл               |
| Кикуко Иноуэ                | Мария Асаги                   |
| Куми Сакума                 | Мика Асаги                    |
| Иэмаса Каюми                | Большой Папа                  |
| Рюдзабуро Отомо             | Бэр Уокен                     |
| Тяфурин                     | Боб Паундмакс                 |
| Такэхито Коясу              | Балладбёрд Ли                 |
| Фумихико Татики             | Бундзи Кугасира               |
| Мотому Киёкава              | доктор Токиока                |
| Кацухиса Хоки               | дворецкий Токиока, Уидж Бёрнс |
| Кадзухиро Наката            | Рэнди                         |
| Тамио Оки                   | Сид Галард                    |
| Такэхиро Муродзоно          | Эдди Галард                   |
| Митико Нэя                  | Шерри Уокен                   |
| Кэнта Миякэ                 | Натан                         |
| Синтаро Оохата              | Кенни                         |
| Ясуюки Касэ                 | Джолис                        |
| Ёсукэ Акимото               | Джестер                       |
| Эйдзи Ханава                | Гэри                          |
| Комина Мацусита             | Мэгги                         |
| Масако Кацуки               | Миланда                       |
| Акимаса Оомори              | Лагуна Глок                   |
| Дзёдзи Наката               | Лэдд Карабель                 |
| Нобуюки Фурута              | Дид Карабель                  |
| Такэру Миясита              | Кэннон Вулкан                 |
| Масахико Танака             | Брэд Вонг                     |
| Хикару Мията                | Альзак Тино                   |
| Тосихико Накадзима          | Биско, Декарт, Скотт          |
| Рюдзи Накаги                | Нортон                        |

## Список серий
| #  | Название                           | Дата выхода      |
| -- | ---------------------------------- | ---------------- |
| 1  | Разрушитель сумерек (黄昏の破壊者) | 6 октября, 2003  |
| 2  | Юные псы                           | 13 октября, 2003 |
| 3  | Дождь                              | 20 октября, 2003 |
| 4  | Идти                               | 27 октября, 2003 |
| 5  | Милленнион                         | 3 ноября, 2003   |
| 6  | Большой Папа                       | 10 ноября, 2003  |
| 7  | 5 лет спустя                       | 17 ноября, 2003  |
| 8  | Семья                              | 24 ноября, 2003  |
| 9  | Ссора                              | 1 декабря, 2003  |
| 10 | Конфликт                           | 8 декабря, 2003  |
| 11 | Жар                                | 15 декабря, 2003 |
| 12 | Сущность                           | 22 декабря, 2003 |
| 13 | Предательство                      | 27 декабря, 2003 |
| 14 | Смерть                             | 12 января, 2004  |
| 15 | Гарри                              | 19 января, 2004  |
| 16 | Письмо                             | 26 января, 2004  |
| 17 | Мика                               | 26 января, 2004  |
| 18 | Грейв (могила)                     | 2 февраля, 2004  |
| 19 | Супериор                           | 9 февраля, 2004  |
| 20 | Братишка                           | 16 февраля, 2004 |
| 21 | Долг                               | 23 февраля, 2004 |
| 22 | Сожаление                          | 1 марта, 2004    |
| 23 | Дочь                               | 8 марта, 2004    |
| 24 | Последняя пуля                     | 15 марта, 2004   |
| 25 | Потом                              | 22 марта, 2004   |
| 26 | Сумерки разрушения                 | 29 марта, 2004   |

## Выпуск на видео
«Гангрейв» впервые вышел на 7 DVD в 2004—2005 годах от компании Geneon Entertainment. Формат — 1,85:1 (анаморфированный). Звук — Dolby Digital 5.1.
Madhouse нарисовала персонажей чисто и точно, затеняя цветовую палитру, чтобы сделать окружение соответственно мрачным. Фоны прибрежного города прекрасно дополняют настроение. Однако поскольку телевизионный релиз выглядел несовершенно, анимация была подправлена к выпуску DVD. Перестрелки выполнены на совесть. Ничего не подозревающих жертв душевно изрешечивают пулями. Иногда используется эффект «рыбий глаз». С другой стороны, в изображение экшена уходит так много усилий, что разговоры и статичные сцены кажутся нерешительными, и это единственный недостаток. Нет ни чересстрочной развёртки, ни алиасинга, мешающих просмотру. Зернистость незначительная. С технической точки зрения, всё удалось хорошо.
Английский дубляж звучит жёстко и серьёзно. Но раздражают вольные тенденции англоязычной адаптации. Некоторые из фраз звучат более естественно, чем прямой перевод, а другие кажутся ненужными. Поэтому для полного погружения необходимо включать японскую звуковую дорожку. Часть сэйю узнаваема по «Евангелиону». Хотя Брэндон, Гарри и остальные члены банды действуют в мире, похожем на Америку, и они должны говорить по-английски. Об этом стоит подумать при выборе аудио для каждой серии. Что нельзя упрекнуть, так это отличную музыку — композиционный арсенал Цунэо Имахори следует бояться так же, как и двойных пистолетов Грейва.
В 2011 году аниме издано Funimation Entertainment на Blu-ray. Но 1080i было получено путём апскейлинга. Периодически встречаются «артефакты», потому что исходные элементы были в SD. Улучшен только звук без потерь — DTS-HD Master Audio 5.1. Таким образом, DVD превосходит его по качеству видео. Дополнительные материалы включают промо видео, музыку опенинга и эндинга, трейлеры релизов Funimation.

## Kритика
Игра Gungrave, вышедшая в 2002 году на PlayStation 2, получила смешанные оценки критиков, но быстро стала культовой. В продолжение были изданы Gungrave: Overdose (2004), Gungrave VR (2018) и Gungrave G.O.R.E (2022). Главный герой немного напоминал Николаса Д. Вульфвуда из «Тригана», только был гораздо брутальнее и вместо большого креста носил гроб, выполняющий аналогичные функции переносного арсенала. Сильными сторонами были экшен, дизайн персонажей Ясухиро Найто и механический дизайн Косукэ Фудзисимы. Сходство с «Крёстным отцом» и «Однажды в Америке» является намеренным. Помимо гангстерского карьеризма, присутствуют многочисленные ссылки на вестерны, такие как «Меня зовут Троица» и «Джанго». Также сюжет смешивает Android Kikaider, Neo-Human Casshern с фильмами о зомби, чему на руку играет городская готическая обстановка. Анимационный сериал определённо рекомендуется к просмотру любителям мафиозных боевиков о дружбе, любви, предательстве и том, как власть меняет людей.
Журнал «АнимеГид» поставил оценку 8 из 10 баллов. Тем, кому нравится «Берсерк», сериал покажется знакомым уже со второго эпизода. Также это похоже на «Хеллсинг»: сокрушительный пафос, ураганные перестрелки, не совсем живой протагонист. Выдержанный гангстерский нуар — не самое плохое, что могло случиться с экранизацией заурядного шутера от третьего лица. В 18 серии в бою на мосту Грейв использует против БТР специальные приёмы Demolition Shot и Death Blow из Gungrave: Overdose. Суть игры для PlayStation 2 была проста: монстры, стрелять, отомстить. Начало многообещающее: прекрасная музыка, интересный мир, влекущий мистическим ореолом тайны, подходят для ценителей декаданса. «Назад в будущее» — предыстория Грейва не в пример интереснее боевой фантастики: Гарри и Брэндон с детства стремятся на верх, только один желает получить всё любой ценой, а другой оказывается слишком благородным для такого «карьерного роста». Жизнь разведёт их, чтобы позднее свести при поистине драматических обстоятельствах. Как и в каждой мафиозной истории, не обошлось без любви. Удачную попытку дать «Крёстного отца» нельзя испортить ни зомби, ни здоровой дозой «Баек из склепа». Анимация на высоте, экшен-сцены выглядят достойно как уважение создателей к играм-первоисточникам. Каждая гангстерская сага рано или поздно подходит к трагическому завершению. В традициях «Крёстного отца» или «Спрута» зрителя ждёт кровавый финал. Концовка сериала, «выдержанная в классических традициях мафиозных кинодрам, держит марку — это единственно правильная развязка эпической истории обретения и потери власти, охватывающей несколько десятилетий».
«Гангрейв» — аниме, но только визуально. Те, кто не знаком с фильмами/книгами/играми про гангстеров, не поймут суть данного произведения. Это сборник c пометкой The best из франшизы «Крёстный отец». Америка переживала немало интересных эпох, но мафиозная одна из самых захватывающих. Всё время не покидает чувство «насквозь американизированного» мира: настоящие друзья, серые улицы, банды, драки, предательства, шрамы, скачки, подставы, выколачивание денег, сигары, белый пиджак, семья, большой босс и прочее. В погоне за удачей, счастьем, деньгами и будущим главное — не забыть свои корни. Другое дело, что оригинальности в сюжетных поворотах практически нет. Нашлось место и драме, чтобы посочувствовать Брэндону. «Гангрейв» — экшен, перестрелки сделаны на отлично, эффектные выпады камеры, стремящейся показать секунду смерти с самого выгодного угла, заслуживают похвалы. Мистика, пожалуй, является единственным отступлением от эпохи Чикаго. Madhouse — синоним качественной графики: в основном, резкие штрихи и блеклые тона, призванные показать атмосферу преступного города. Им с лёгкостью удаётся погрузить зрителя в аниме, но не больше. Музыка по традиции хороша, однако только на себе вытащить всё остальное ей не по силам. В итоге, сериал проигрывает в оригинальности, он рядовой, хоть и достойный. Возможно, виной всему американизация. Логично предположить, что равнодушным просмотр мало кого оставит, а большая часть останется довольна. Только хорошее и стоящее отличаются, и это стоит учитывать.
Famitsu в ностальгическом обзоре назвал «Гангрейв» одной из лучших анимационных экранизаций по мотивам компьютерной игры. По сравнению с s-CRY-ed и Mobile Suit Gundam 00, здесь менее впечатляющие диалоги. Но в центре внимания находится прошлое Брэндона и Гарри, а фантастическая и экшен-составляющие, основанные на оригинале, показаны в 1 и 17—26 сериях с определёнными различиями в сюжете. Поворотным моментом в истории является 14 серия. Очарование болезненно утрачено и перешло в конфликт. Завершение берёт за душу и не отпускает.
По словам представителя сайта THEM Anime, довольно редко аниме, созданное по мотивам игры, оказывается удачным и, как правило, предназначено для аудитории, которая играла в саму игру. Однако сериал получился очень глубоким с захватывающим сюжетом в духе гангстерского боевика. «Гангрейв» вышел исключением из правил. Одной из главных причин было то, что разработчики очень подробно представили предысторию, которая стала полноценной частью сериала, здесь нет главных героев-подростков, страдающих унынием Синдзи Икари, девочек-волшебниц или романтичных бисёнэнов, нет понятия добра и зла, а лишь «свои» и «чужие», «семья» и «предатели». Последний эпизод полностью отличается от ожидаемого, концовка несёт большую эмоциональную силу. Таким образом, «Гангрейву» удалось не только сломать барьер того, что следует считать посредственностью, и отличить себя от остального, но и стать блестящим примером аниме-адаптации.